# Krško városi község
Krško városi község (szlovénül Mestna občina Krško) Szlovénia 212 alapfokú közigazgatási egységének, azaz községének egyike a Posavska statisztikai régióban. A település székhelye Krško város. A község területe Alsó-Stájerország (a Száva bal partján fekvő terület) és Alsó-Krajna (a Száva jobb partján fekvő terület) között oszlik meg. 2021 decemberében Krško városi rangot kapott.

## Története
A régészeti bizonyítékok szerint, hogy a területet már a történelem előtti időkben is éltek emberek. A Száva folyó mentén számos bronz- és vaskori lelőhely, valamint római kori lelet tanúskodik arról, hogy a terület folyamatosan lakott volt. A középkor után a terület Habsburg birtok volt. A 15-17. században török támadások sújtották. 
Az 1980-as években itt állt üzembe a krškói atomerőmű, Szlovénia első és eddig egyetlen atomerőműve. A létesítményt különleges fódon a szlovén és a horvát állam fele-fele arányban birtokolja, és a megtermelt áramot is elosztják.

## Települések
A községhez Krško székhelyen kívül a következő települések tartoznak:
- Anovec
- Anže
- Apnenik pri Velikem Trnu
- Ardro pod Velikim Trnom
- Ardro pri Raki
- Armeško
- Brege
- Brestanica
- Brezje pri Dovškem
- Brezje pri Raki
- Brezje pri Senušah
- Brezje v Podbočju
- Brezovica v Podbočju
- Brezovska Gora
- Brlog
- Brod v Podbočju
- Bučerca
- Celine
- Cesta
- Cirje
- Črešnjice nad Pijavškim
- Čretež pri Krškem
- Dalce
- Dedni Vrh
- Dobrava ob Krki
- Dobrava pod Rako
- Dobrova
- Dol
- Dolenja Lepa Vas
- Dolenja Vas pri Krškem
- Dolenja Vas pri Raki
- Dolenji Leskovec
- Dolga Raka
- Dovško
- Drenovec pri Leskovcu
- Drnovo
- Dunaj
- Frluga
- Gmajna
- Golek
- Goli Vrh
- Gora
- Gorenja Lepa Vas
- Gorenja Vas pri Leskovcu
- Gorenje Dole
- Gorenji Leskovec
- Gorica
- Gorica pri Raztezu
- Gornje Pijavško
- Gradec
- Gradišče pri Raki
- Gradnje
- Gržeča Vas
- Gunte
- Hrastek
- Ivandol
- Jelenik
- Jelše
- Jelševec
- Kalce
- Kalce–Naklo
- Kališovec
- Kerinov Grm
- Kobile
- Kočno
- Koprivnica
- Koritnica
- Kostanjek
- Kremen
- Kržišče
- Leskovec pri Krškem
- Libelj
- Libna
- Loke
- Lokve
- Lomno
- Mali Kamen
- Mali Koren
- Mali Podlog
- Mali Trn
- Malo Mraševo
- Mikote
- Mladje
- Mrčna Sela
- Mrtvice
- Nemška Gora
- Nemška Vas
- Nova Gora
- Osredek pri Trški Gori
- Pesje
- Pijana Gora
- Planina pri Raki
- Planina v Podbočju
- Pleterje
- Podbočje
- Podlipa
- Podulce
- Površje
- Premagovce
- Presladol
- Pristava ob Krki
- Pristava pod Rako
- Pristava pri Leskovcu
- Prušnja Vas
- Raka
- Ravne pri Zdolah
- Ravni
- Ravno
- Raztez
- Reštanj
- Rožno
- Šedem
- Sela pri Raki
- Selce pri Leskovcu
- Selo
- Senovo
- Senožete
- Senuše
- Slivje
- Smečice
- Smednik
- Spodnja Libna
- Spodnje Dule
- Spodnje Pijavško
- Spodnji Stari Grad
- Srednje Arto
- Srednje Pijavško
- Sremič
- Stari Grad
- Stari Grad v Podbočju
- Stolovnik
- Stranje
- Straža pri Krškem
- Straža pri Raki
- Strmo Rebro
- Šutna
- Trška Gora
- Velika Vas pri Krškem
- Veliki Dol
- Veliki Kamen
- Veliki Koren
- Veliki Podlog
- Veliki Trn
- Veliko Mraševo
- Veniše
- Videm
- Vihre
- Volovnik
- Vrbina
- Vrh pri Površju
- Vrhulje
- Žabjek v Podbočju
- Zabukovje pri Raki
- Žadovinek
- Zaloke
- Zdole
- Ženje

## Népesség
| Lakosok száma | 25 565 | 25 702 | 25 761 | 25 986 | 26 049 | 25 835 | 25 948 | 25 802 | 26 117 | 26 078 |
|               | 2008   | 2009   | 2011   | 2012   | 2013   | 2015   | 2016   | 2017   | 2019   | 2020   |